# Bob (canción de «Weird Al» Yankovic)
«Bob» es una canción de «Weird Al» Yankovic del álbum de 2003, Poodle Hat. La canción es una parodia cantada al estilo de Bob Dylan, y todas las letras son palíndromos al igual que el título. Por ejemplo, la primera línea de la canción es «I, man, am real, a German am I», que se lee igual cuando se invierte.
La canción no figuró en las listas en el momento de su lanzamiento, pero luego se convirtió en objeto de un examen crítico y académico. El crítico musical Nathan Rabin sostiene que la letra de la canción «suena lo suficientemente críptica como para ser genuinamente dylanesca, pero de hecho son palíndromos entregados en una extraña recreación del gemido nasal de Dylan». Randall Auxier y Douglas R. Anderson describieron que Yankovic había «superado» a Dylan con la canción, en una competencia hipotética.

## Composición y estilo
«Bob» fue escrito por Yankovic en 2002 y fue «en parte inspirado por el año 2002, en sí mismo un palíndromo». En una entrevista con la musicóloga Lily E. Hirsch, Yankovic usó la canción como una ilustración de su proceso de escritura, y señaló que armó la letra antes de decidir hacer la canción al estilo de Dylan:

Yankovic pensó: «Bueno, me pregunto si podría escribir una canción completamente a partir de palíndromos... Así que comencé a juntar las rimas y los versos y básicamente hacer un poema a partir de estos palíndromos». Continuó: «Y los miré y pensé: 'Bueno, esto... esto es realmente un revoltijo al azar, pero parece que debería significar algo'». La tontería pseudopoética le pareció similar a la invención lírica de Bob Dylan.

El uso de Dylan como plantilla para el estilo de la canción también permitió a Yankovic usar el nombre de pila de Dylan, en sí mismo un palíndromo, como título. La canción se describe como «una parodia de estilo que responde al sonido de Dylan (particularmente a su sonido de mediados de la década de 1960) y a la naturaleza desconcertante de algunas de sus letras». Aunque el video musical hace referencia a «Subterranean Homesick Blues», "el estilo musical de 'Bob' está más cerca del 'Tombstone Blues' de Dylan». Yankovic «juega con la famosa inescrutabilidad de las letras de Dylan de la década de 1960 al componer su parodia completamente a partir de palíndromos», mientras que su interpretación «replica un estilo musical asociado con Bob Dylan: armónica, una voz nasal pronunciada y ataques vocales marcados por scooping», siendo este último una técnica musical de cantar la nota ligeramente por debajo del tono deseado, y luego deslizarse hacia arriba. Otro examen encontró que «el timbre vocal, el ataque, el fraseo y el ritmo de Yankovic hacen que la canción sea convincentemente dylaniana, mientras que los palíndromos de rima proporcionan una lógica estructurante a la canción y le dan su propio sentido incluso cuando no tiene sentido semánticamente». The A.V. Club encontró que la canción estaba «muy en la tradición de Bowser & Blue, imitando el sonido de las grabaciones clásicas de Dylan y burlándose de su inclinación por las letras sin sentido».
Mientras se desempeñaba como juez invitado en un concurso de palíndromos en 2013, Yankovic notó que el palíndromo que aparecía como un verso en la canción, «Oozy rat in a sanitary zoo», era uno de sus favoritos personales. Yankovic relató además que «La escritura de un palíndromo brillante es un pequeño milagro», que «merece ser honrado más que muchas de las cosas estúpidas e intrascendentes que a menudo celebramos en nuestra cultura».

## Video musical
El video musical hace referencia a la grabación de la canción de Dylan, «Subterranean Homesick Blues» en el documental de 1967 de D. A. Pennebaker Dont Look Back. El video de «Bob» está filmado de manera similar en blanco y negro, y en el mismo escenario de callejón, con Yankovic vistiéndose como Dylan y dejando caer tarjetas de referencia que tienen la letra de la canción, como lo hizo Dylan en la película. El video presenta cameos del baterista Jon "Bermuda" Schwartz y el frecuente director de videos Yankovic Jay Levey, de pie en las mismas posiciones que Allen Ginsberg y Bob Neuwirth en el video de Dylan.
«Bob» fue la única canción del álbum para la que se hizo un video; Se habían hecho planes para filmar un video de la parodia de Eminem «Couch Potato», pero mientras el trabajo estaba en preproducción, el cantante rechazó el permiso para hacer el video. Para que el álbum no se quedara sin video, se filmó uno rápido para «Bob» y se usó en la gira y para la edición 2003 de Al TV. El video de «Bob» se lanzó posteriormente en el DVD "Weird Al" Yankovic: The Ultimate Video Collection  (2003). 